# ۲۶ سال (فیلم)
۲۶ سال (انگلیسی: 26 Years) فیلمی در ژانر اکشن و مهیج است که در سال ۲۰۱۲ منتشر شد. از بازیگران آن می‌توان به هان های جین و بائه سو بین اشاره کرد.